# Biarmosuchia
Biarmosuchiens
Sous-ordre
Taxons de rang inférieur
Les biarmosuchiens (Biarmosuchia) forment un sous-ordre éteint de thérapsides basaux ayant vécu du début jusqu'à la fin du Permien, il y a entre 272 et 252 millions d'années dans ce qui est aujourd'hui les gisements d'Afrique australe et de Russie.

## Morphologie

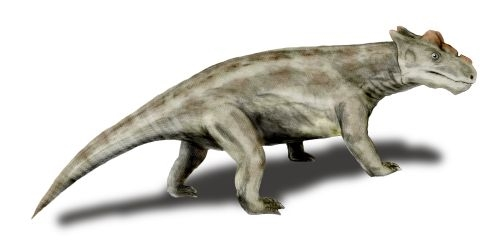
Vue d'artiste de Proburnetia par Nobu Tamura.

Le crâne des biarmosuchiens est très similaire au crâne des sphénacodontidés (bien qu'ils soient encore petits par rapport aux thérapsides ultérieurs), ne différant que par une plus grande fenêtre temporale, légèrement inclinée vers l'arrière de occiput, un nombre réduit de dents et de grandes canines dans les mâchoires supérieures et inférieures. Chez les biarmosuchiens spécialisés ultérieurement, celles-ci ressemblent aux canines élargies des gorgonopsiens. La présence de muscles plus gros fermant la mâchoire (et donc permettant une morsure plus forte) est indiquée par l'évasement de l'arrière du crâne où ces muscles étaient attachés. Les burnétiamorphes, qui constituaient la majorité de la diversité de ce groupe, étaient caractérisés par une ornementation crânienne élaborée composée de bosses. Certains burnetiidés ont un crâne en forme de dôme épais qui rappelle les dinocéphales et pachycéphalosaures.
Les vertèbres ressemblent également à celles des sphénacodontidés, mais les ceintures scapulaire et pelvienne et les membres indiquent une posture beaucoup plus avancée. Les pattes sont plus symétriques, indiquant qu'ils sont tournés vers l'avant tout au long de la foulée, et les phalanges sont réduites en longueur de sorte qu'elles ressemblent davantage à celles des synapsides ultérieurs.

## Répartition
Actuellement, le groupe le plus représentatif des biarmosuchiens, les burnétiamorphes, comprend dix genres : Bullacephalus, Burnetia, Lemurosaurus, Lobalopex, Lophorhinus, Paraburnetia, et Pachydectes d'Afrique du Sud, Niuksenitia et Proburnetia de Russie et Lende du Malawi. De plus, Sidor et al. (2010) ont récemment décrit un toit crânien partiel comprenant la marge dorsale des orbites et le foramen pariétal d'un burnetiidé sans nom du Permien supérieur de Tanzanie, et Sidor et al. (2014) ont noté la présence d'un burnetiidé datant du Permien moyen de la Zambie. D'autres biarmosuchiens incluent Biarmosuchus de Russie, Hipposaurus, Herpetoskylax, Ictidorhinus et Lycaenodon d'Afrique du Sud et Wantulignathus de Zambie.

## Classification

### Biarmosuchia chez Therapsida
Les biarmosuchiens sont généralement considérés comme la lignée principale de thérapsides la plus basale. Le taxon se compose d'une série paraphylétique de biarmosuchiens basaux qui sont des thérapsides précoces assez typiques, et du clade dérivé Burnetiamorpha, un groupe caractérisé par des crânes ornés de cornes et de bosses.
Le cladogramme ci-dessous présente la phylogénie des thérapsides selon T. S. Kemp (2011) basée selon la proposition d'Hopson et Barghausen (1986) :
|            | † Therocephalia            |
|            |                            |
| Cynodontia | \| \| Mammalia \| \| \| \| |
|            | \| \| Mammalia \| \| \| \| |
|            | Mammalia                   |
|            |                            |

|  | Mammalia |
|  |          |

|            | † Therocephalia            |
|            |                            |
| Cynodontia | \| \| Mammalia \| \| \| \| |
|            | \| \| Mammalia \| \| \| \| |
|            | Mammalia                   |
|            |                            |

|  | Mammalia |
|  |          |

|            | † Therocephalia            |
|            |                            |
| Cynodontia | \| \| Mammalia \| \| \| \| |
|            | \| \| Mammalia \| \| \| \| |
|            | Mammalia                   |
|            |                            |

|  | Mammalia |
|  |          |

|            | † Therocephalia            |
|            |                            |
| Cynodontia | \| \| Mammalia \| \| \| \| |
|            | \| \| Mammalia \| \| \| \| |
|            | Mammalia                   |
|            |                            |

|  | Mammalia |
|  |          |

|            | † Therocephalia            |
|            |                            |
| Cynodontia | \| \| Mammalia \| \| \| \| |
|            | \| \| Mammalia \| \| \| \| |
|            | Mammalia                   |
|            |                            |

|  | Mammalia |
|  |          |

|            | † Therocephalia            |
|            |                            |
| Cynodontia | \| \| Mammalia \| \| \| \| |
|            | \| \| Mammalia \| \| \| \| |
|            | Mammalia                   |
|            |                            |

|  | Mammalia |
|  |          |

|            | † Therocephalia            |
|            |                            |
| Cynodontia | \| \| Mammalia \| \| \| \| |
|            | \| \| Mammalia \| \| \| \| |
|            | Mammalia                   |
|            |                            |

|  | Mammalia |
|  |          |

|            | † Therocephalia            |
|            |                            |
| Cynodontia | \| \| Mammalia \| \| \| \| |
|            | \| \| Mammalia \| \| \| \| |
|            | Mammalia                   |
|            |                            |

|  | Mammalia |
|  |          |

|            | † Therocephalia            |
|            |                            |
| Cynodontia | \| \| Mammalia \| \| \| \| |
|            | \| \| Mammalia \| \| \| \| |
|            | Mammalia                   |
|            |                            |

|  | Mammalia |
|  |          |

|            | † Therocephalia            |
|            |                            |
| Cynodontia | \| \| Mammalia \| \| \| \| |
|            | \| \| Mammalia \| \| \| \| |
|            | Mammalia                   |
|            |                            |

|  | Mammalia |
|  |          |

|            | † Therocephalia            |
|            |                            |
| Cynodontia | \| \| Mammalia \| \| \| \| |
|            | \| \| Mammalia \| \| \| \| |
|            | Mammalia                   |
|            |                            |

|  | Mammalia |
|  |          |

|            | † Therocephalia            |
|            |                            |
| Cynodontia | \| \| Mammalia \| \| \| \| |
|            | \| \| Mammalia \| \| \| \| |
|            | Mammalia                   |
|            |                            |

|  | Mammalia |
|  |          |

|            | † Therocephalia            |
|            |                            |
| Cynodontia | \| \| Mammalia \| \| \| \| |
|            | \| \| Mammalia \| \| \| \| |
|            | Mammalia                   |
|            |                            |

|  | Mammalia |
|  |          |

|            | † Therocephalia            |
|            |                            |
| Cynodontia | \| \| Mammalia \| \| \| \| |
|            | \| \| Mammalia \| \| \| \| |
|            | Mammalia                   |
|            |                            |

|  | Mammalia |
|  |          |

|            | † Therocephalia            |
|            |                            |
| Cynodontia | \| \| Mammalia \| \| \| \| |
|            | \| \| Mammalia \| \| \| \| |
|            | Mammalia                   |
|            |                            |

|  | Mammalia |
|  |          |

|            | † Therocephalia            |
|            |                            |
| Cynodontia | \| \| Mammalia \| \| \| \| |
|            | \| \| Mammalia \| \| \| \| |
|            | Mammalia                   |
|            |                            |

|  | Mammalia |
|  |          |

### Histoire taxonomique
Les biarmosuchiens forment la dernière des six grandes lignées thérapsides à être officiellement reconnues. La majorité des biarmosuchiens étaient autrefois considérés comme des gorgonopsiens. James Hopson et Herbert Richard Barghusen ont provisoirement réuni les Biarmosuchidae et les Ictidorhinidae (y compris les Hipposauridae et les Rubidginidae) en tant que membres du clade des Biarmosuchia, mais étaient indécis quant à savoir s'ils constituaient un groupe naturel ou un assemblage qui n'avait en commun que des caractéristiques primitives partagées. Ils pensent que Phthinosuchus est trop mal connu pour dire s'il appartenait également, mais considèrent Eotitanosuchus comme une forme plus avancée.
Denise Sigogneau-Russell (1989) a érigé Biarmosuchia comme infra-ordre pour inclure les familles Biarmosuchidae, Hipposauridae et Ictidorhinidae, distinctes des Eotitanosuchia et Phthinosuchia.
Ivakhnenko (1999) soutient que Biarmosuchus, Eotitanosuchus et Ivantosaurus, tous connus de la localité d'Ezhovo, représenterait une même espèce. Même s'il est démontré que ces taxons sont distincts, l'article d'Ivakhnenko indique qu'Eotitanosuchus et Biarmosuchus sont des animaux très similaires. Ivakhnenko déplace également la famille des Eotitanosuchidae dans l'ordre des Titanosuchia, au sein du super-ordre des Dinocephalia.
Entre 2000 et 2004, Benton élève le taxon Biarmosuchia au rang de sous-ordre.

## Paléoécologie
Les biarmosuchiens étaient des composants rares de leurs écosystèmes, un seul spécimen est connu pour la plupart des espèces. Cependant, ils sont modérément diversifiés et contiennent plusieurs espèces contemporaines dans certains écosystèmes. Tous étaient des prédateurs similaires aux gorgonopsiens et aux thérocéphales, bien qu'ils ne fussent généralement pas au sommet de la chaine alimentaire.